# Pomperipossa en Monismania
"Pomperipossa en Monismania", también llamada "Pomperipossa en el mundo del dinero", es un cuento satírico, escrito por la autora sueca de libros infantiles Astrid Lindgren, en respuesta a la tasa impositiva marginal del 102% en la que incurrió en 1976.
Se publicó el 3 de marzo en el periódico vespertino Expressen de Estocolmo y generó un importante debate sobre el sistema tributario sueco. La tasa impositiva marginal superior al 100%, denominada luego "efecto Pomperipossa" a raíz del cuento, se debía a una legislación fiscal que obligaba a los trabajadores autónomos a pagar tanto el impuesto sobre la renta regular como las cuotas patronales.
Pomperipossa en Monismania fue traducida al inglés por Sarah Death. Se publicó en el primer número de la revista Swedish Book Review en 2002.
La historia, una alegoría satírica sobre una escritora de libros infantiles en un país lejano, dio lugar a un tormentoso debate fiscal, y a menudo se atribuye como un factor decisivo en la derrota del Partido Socialdemócrata Sueco por primera vez en 40 años, en las elecciones de fines del mismo año. Públicamente, Lindgren continuó apoyando al partido durante toda su vida, pero cartas privadas revelan que apoyó a la oposición en las elecciones de 1976 y que temía que el Partido Socialdemócrata, después de 44 años de gobierno consecutivo, estuviera convirtiendo a Suecia en una dictadura socialista.  